# Hospital Sant Bernabé
L'Hospital Sant Bernabé és l'hospital de Berga. És l'únic centre hospitalari de la comarca del Berguedà actualment. Tot i que l'actual edifici data de 1980, les primeres notícies històriques d'un hospital a Berga daten del segle xiii. Al llarg de la història, la ciutat de Berga ha tingut altres hospitals com l'Hospital de Sant Llàtzer que estava situat al barri de Santa Magdalena, al peu del castell de Berga que atenia exclusivament a leprosos.

## Història
A principis del segle xiii l'orde dels Orde dels Hospitalers tenien un hospici o asil a l'actual plaça de Sant Joan que assistia a malalts, viatgers i a aquells que ho precisaven.
Posteriorment, a finals del mateix segle o a inicis del segle xiv hi ha les primeres referències de l'hospital Sant Bernabé. En aquests documents, els cònsols de la ciutat de Berga van comprar una casa a Berenguer de Prat per a acollir-hi els malalts. Al costat d'aquest edifici s'hi va construir una capella dedicada a Sant Bernabé
Ramon Huck i Guixer considera que l'hospital de Sant Bernabé com a tal fou fundat a mitjan segle xiv amb una donació d'un mercader anomenat A. de Pinebret.
Al segle xvi hi torna a haver documentació històrica sobre l'hospital Sant Bernabé: uns llegats de béns i terres que foren cedides a l'hospital que li van assegurar una millor situació economica.
A finals del segle xvii va caldre construir un nou edifici que es va inaugurar l'11 de juny de 1726. Durant el segle xviii i el segle xix l'hospital de Sant Bernabé va anar tenint més activitat progressivament degut a les diverses guerres contra França i a les guerres carlines. En aquesta època va estar sota administració militar. El 1834, durant la Primera Guerra Carlina les germanes carmelites de Santa Joaquima de Vedruna van arribar a l'Hospital Sant Bernabé. Aquestes van fugir quan els lliberals d'Espartero van entrar a la ciutat de Berga però hi van retornar el 1854. En aquest any Berga va viure l'epidèmia de còlera que va provocar-hi més de 500 morts en menys de dos mesos. Durant aquesta epidèmia l'únic metge que va quedar a la ciutat fou el berguedà Dr. Pau Florejachs i Viladomiu.
L'1 de febrer de 1901 es va redactar un nou reglament de l'hospital perquè calia sanejar-ne l'economia i l'administració. Segons aquest el rector presidia la junta de l'hospital. Al 1930 es va canviar el reglament altra vegada i fou l'alcalde de Berga el que va passar a presidir-la. L'hospital de Sant Bernabé va esdevenir Hospital Comarcal el 1936 i la Generalitat de Catalunya el va començar a subvencionar. A més a més, els pobles de la comarca pagaven 4 pessetes diàries per l'estada dels seus veïns. Aquest mateix any l'hospital va perdre el nom de Sant Bernabé.

### Nou hospital
El 1940, després de la Guerra Civil es va fer un primer projecte sobre la construcció d'un nou edifici per a l'hospital impulsat pel Governador Civil de Barcelona, Antonio de Correa y Veglison, de qui el nou hospital n'hauria d'haver portat el nom. Tot i això, aquest primer projecte es va abandonar després de fer-ne només l'estructura. A la dècada de 1970 es va tornar a fer un projecte d'edificar un nou hospital que havia de passar a tenir 250 llits (el vell en tenia 60). El 1979 els alcaldes del Berguedà es van reunir amb el director general d'Assistència Sanitària de la Generalitat per a projectar el nou hospital i l'alcalde de Berga es va reunir amb le ministre de Sanitat a Madrid i aquest li va concedir 60 milions de pessetes per col·laborar amb la construcció del nou hospital.
A finals de 1980 es van aprovar els nous estatuts de l'hospital i a la primavera de 1981 es va crear el Comitè d'Empresa de l'Hospital. El 2 d'agost de 1981 es va inaugurar el nou hospital que ja acollia pacients des del 20 de juliol del mateix any. Així es va convertir en el primer hospital que va inaugurar la Generalitat restaurada. El nou edifici es va anar obrint progressivament: les dues primeres plantes es van obrir a l'estiu de 1981 i la tercera es va obrir el gener de 1982; el març de 1982 es va posar en funcionament el servei de rehabilitació i el novembre de 1985 es va inaugurar la residència d'avis de la cinquena planta.
L'hospital Sant Bernabé també va rebre diners d'entitats com l'Associació de la Lluita contra el Càncer i associacions de veïns de Berga.
L'any 1990 l'hospital va adquirir el nivell AB (abans era de nivell B), cosa que va representar una millora econòmica per al centre. A banda, el 1992 l'Ajuntament de Berga va cedir la gestió de Sant Bernabé a una empresa professional externa. Fins al 2000 fou gestionat per l'Aliança.
El 1995 l'hospital de Sant Bernabé va acollir el servei de visites dels metges especialistes que fins ara s'havia fet al CAP de Berga.
El novembre de 1998 l'hospital va guanyar el premi Berguedà Empresarial.

### Segle XXI
L'abril del 2000 la gestió de l'hospital va passar a mans del Consorci Hospitalari.
El juliol del 2001 es va inaugurar el TAC i degut a un acord amb l'Hospital de Sant Joan de Déu de Manresa es va augmentar un 20% l'activitat quirúrgica, cosa que va fer que al 2003 s'inauguressin dues noves sales d'operacions. El 2005 la Fundació Althaia va procurar que hi hagués un servei de diàlisi a Berga que feia que els pacients no haguessin de desplaçar-se a Manresa.
El gener del 2009 van començar les obres de l'ampliació del l'hospital comarcal Sant Bernabé de Berga.
L'agost de 2017 es va anunciar que l'Hospital de Sant Bernabé de Berga passaria a ser gestionat directament per la Generalitat de Catalunya.
L'estiu de 2023 va patir una polèmica, en fer-se públic que havia tingut contractada una persona que s'havia fet passar per metgessa durant més de 7 mesos, sense ser-ho.

## Fundació Hospital Sant Bernabé
La Fundació Sant Bernabé gestiona l'Hospital de Sant Bernabé de Berga i la Residència d'avis Sant Bernabé.

### Residència Sant Bernabé
El 1997 es van començar les obres de la Residència d'avis Sant Bernabé de Berga que està situada a l'antiga caserna de l'exèrcit d'aquesta ciutat i fou inaugurada per Jordi Pujol i Soley el gener del 2000